# Vera Mouromtseva-Bounina
Vera Nikolaïevna Mouromtseva-Bounina (en russe : Вера Николаевна Муромцева-Бунина), née le 1er octobre 1881 (13 octobre dans le calendrier grégorien) à Moscou dans l'Empire russe et morte le 3 avril 1961 dans le 16e arrondissement de Paris, est l'épouse d'Ivan Bounine, traductrice, mémorialiste, autrice d'articles sur la littérature, du livre Vie de Bounine et Conversation avec la mémoire.

## Biographie
Vera Nikolaïevna Mouromtseva est née dans une vieille famille de professeurs nobles moscovites. Son oncle Sergueï Mouromtsev a été président de la première Douma d'État de l'Empire russe en 1906.
Vera a reçu une excellente éducation. Elle a étudié la chimie, connaissait quatre langues, s'occupait de traductions, s'intéressait à la littérature contemporaine. Elle était aussi exceptionnellement belle. Valentin Kataïev la décrit comme « de grande taille, au visage en camée, blonde coiffée avec un nœud dans les cheveux retombants sur le cou, des yeux bleus, une beauté pure de Moscou ».
Ivan Bounine, lors de leur première rencontre à Tsarinyno, à la datcha des Mouromtsev (en), en 1896, n'a pas prêté attention à la jeune Véra Mouromtseva. Son esprit était absorbé par une tout autre femme. Mais Véra s'est souvenue de cette rencontre « un beau jour de juin, près d'une prairie en fleur ». Elle se souvenait même de son visage, qui était alors « frais et en bonne santé ». Ce que l'on ne peut plus dire au moment de la rencontre du 4 novembre 1906 dans l'appartement du jeune écrivain Boris Zaïtsev. Les hôtes ont organisé une soirée littéraire, à laquelle Bounine a été invité en tant qu'écrivain (bien qu'à cette époque il fût encore peu connu). Et là, Ivan Alexeievitch remarque finalement une « jeune femme tranquille aux traits léonardesques » :

« En parlant et en riant, ils se sont levés bruyamment, la salle à manger était vide. Je suis allée vers le mur opposé et je me suis arrêtée en pensant : ne rentrez-vous pas chez vous?

À la porte est apparu Bounine.

 — Comment êtes-vous arrivée ? demanda-t-il.
J'étais en colère mais j'ai répondu calmement :
 — Tout comme vous.
 — Mais qui êtes-vous?
 — Une personne.
 — Que faites-vous?
 — De la chimie.
 — Comment vous appelez-vous?
 — Mouromtseva.
 — N'êtes-vous pas une parente du général Mouromtsev propriétaire foncier à Predtetchev ?
 — Oui, c'est mon cousin.
 — Je le vois parfois à la gare d'Izmalkovo.
Nous avons parlé un peu de lui. Puis il a dit que l'année passée, il était à Odessa pendant le pogrom.
 — Mais où puis-je vous revoir ailleurs ?
 — Seulement chez nous. Nous recevons le samedi. Les autres jours je suis très occupée. Aujourd'hui n'y comptez pas : tout le monde pense que je ne suis pas encore revenue de Saint-Pétersbourg… »

Les parents de Vera étaient opposés à la relation de leur fille avec Ivan Bounine. De plus, tous leurs amis et connaissances dans le milieu professoral ont également eu une attitude négative à l'égard de cette relation. À cette époque, Vera Mouromtseva étudiait en dernière année et elle devait présenter des examens et rédiger un travail de fin d'étude. Quand elle demande au professeur de chimie Nikolaï Zelinski de lui donner un travail de fin d'étude, il lui répond : « Non, je ne vous donnerai pas de travaux, dit-il de sa voix de bègue, ou bien c'est Bounine, ou bien le travail…» Et Vera a commencé à rencontrer Bounine à l'abri des regards de tous.

« Un jour, alors que je me rendais à nouveau chez Ivan Alexeievitch, il me fit part de son intention de visiter la Terre Sainte.
 — Ce serait bien de partir ensemble ! s'exclama-t-il. — Je ne m'ennuie jamais quand je passe de longues heures avec vous, tandis qu'avec les autres, je n'ai pas la force de rester une heure et demi. »

Et Bounine décide de changer non seulement son destin mais aussi son métier : « Je pense que je devrais m'occuper de traduction, ce serait agréable alors de vivre ensemble et de voyager. Chacun aurait son propre travail et nous ne nous ennuierions pas l'un l'autre… ».
« Quand des gens proches m'ont dit que je me sacrifiais en décidant de vivre avec lui en dehors du mariage, j'étais très surprise », écrit Véra Nikolaïevna.
Le 10 avril 1907, Vera et Ivan Bounine sont partis pour leur premier voyage. Pour tous les parents, amis et connaissances, ils sont devenus mari et femme. Ils ont vécu longtemps dans le mariage civil. C'est en France, en 1922, qu'ils se sont mariés.
Égypte, Syrie, Palestine, Grèce, Turquie, Italie, Suisse, Allemagne, France… ce voyage a été suivi d'un autre, puis d'encore un autre. Pendant vingt ans, ils ont mené une vie nomade. Puis ils ont atterri à Grasse dans le sud de la France.
Vera Mouromtseva a survécu à Ivan Bounine pendant 8 ans. Il est mort en 1953 et elle en 1961. Elle n'était pas seulement la femme d'un écrivain, mais aussi une personne douée pour la littérature. Elle traduisait des textes en russe et écrivait des articles. Elle a traduit L'Éducation sentimentale et la Tentation de Saint-Antoine de Flaubert, des nouvelles de Maupassant, Graziella de Lamartine, des poèmes d'André Chénier, le poème Enoch Arden du Britannique Alfred Tennyson. Elle consacrait sa plume également à des articles comme Les Mémoires de S Ivanov, Leonid Andreïev, Nikodim Kondakov, cercle littéraire Sreda, Sergueï Mouromtsev, Émile Verhaeren, Maximilian Volochine.
Vera Mouromtseva a écrit aussi La Vie de Bounine, des essais Conversation avec la mémoire, Les années d'adolescence d'Ivan Bounine.
Décédée le 3 avril 1961 à 79 ans, Vera Mouromtseva est inhumée à côté du corps de son mari au cimetière russe de Sainte-Geneviève-des-Bois.